# Puzyryszki (rejon solecznicki)
Puzyryszki (lit. Puziriškės) − wieś na Litwie, w rejonie solecznickim, 6 km na południowy wschód od Turgieli, zamieszkana przez 13 ludzi. Przed II wojną światową w Polsce, w powiecie wileńsko-trockim województwa wileńskiego.